# Capitán Prat
Capitán Prat é uma Província do Chile, pertenecente à Região de Aisén (XI Região). Limita-se ao norte com as Províncias de Aisén e General Carrera; ao sul com a província de Última Esperanza; ao leste com a Província de Santa Cruz, Argentina; e a oeste com o Oceano Pacífico. Capital: Cochrane. Superfcie: 37.247,2 km². População: 3.837 habitantes.

## Comunas pertenecentes à província de Capitán Prat
A província está dividida em 3 comunas: 
- Cochrane;
- O'Higgins;
- Tortel.